# ألبرت باري
ألبرت باري (بالإنجليزية: Albert Parry)‏ هو مؤرخ أمريكي، ولد في 1901 في روستوف على نهر الدون في روسيا، وتوفي في 7 مايو 1992 في لوس أنجلوس في الولايات المتحدة.